# Полівалентеш (Луанда)
Полівалентеш Луанда або просто Полівалентеш (порт. Polivalentes Futebol Clube) — професіональний ангольський футбольний клуб зі столиці держави міста Луанда.

## Історія клубу
В даний час команда грає в Гірі Анголі, другому за силою чемпіонаті Анголи з футболу.

## Стадіон
В даний час команда грає на стадіоні «Ештадіу душ Конкейруш», який може вмістити 12 000 глядачів.

## Досягнення
- Кубок «28 серпня»:
  -  Володар (1):  2013[2]

## Статистика виступів у національних чемпіонатах
| 2005 ГА A | 2009 ГА A | 2012 ГА A | 2013 ГА A | 2014 ГА A | 2015 ГА A |
|           |           |           |           |           |           |
|           |           |           |           |           |           |
|           |           |           |           |           |           |
| 4         |           |           |           | 4         | 4         |
|           | 5         |           | 5         |           |           |
|           |           |           |           |           |           |
|           |           |           |           |           |           |
|           |           | 8         |           |           |           |
|           |           |           |           |           |           |
|           |           |           |           |           |           |
|           |           |           |           |           |           |

Примітка: ГА A = Гіра Ангола (другий дивізіон) Серія A

## Відомі тренери
| Жозе Іларіу          | (2013) |
| Жоакім да Кошта      | (2014) |
| Фредеріку Кіангебені | (2015) |